# Manduca mesosa
Manduca mesosa är en fjärilsart som beskrevs av Rothschild och Jordan 1916. Manduca mesosa ingår i släktet Manduca och familjen svärmare. Inga underarter finns listade i Catalogue of Life.